# Dekanat płoński południowy
Dekanat płoński południowy – jeden z 28 dekanatów w rzymskokatolickiej diecezji płockiej.
Dekanat powstał mocą dekretu biskupa płockiego Piotra Libery z dnia 18 września 2018 roku dzielącego dotychczasowy dekanat płoński na dwie części.

## Parafie
W skład dekanatu wchodzi 8 parafii:
- Parafia św. Pankracego – Gumino (Stare Gumino)
- Parafia św. Floriana – Krysk
- Parafia św. Michała Archanioła – Kucice
- Parafia św. Tekli – Naruszewo
- Parafia św. Michała Archanioła – Płońsk
- Parafia św. Ojca Pio – Płońsk
- Parafia Świętych Apostołów Piotra i Pawła – Radzymin
- Parafia św. Achacjusza – Skołatowo